# Girga
Girga (arabisch جرجا, DMG Ǧirǧā; altägyptisch Tjeni, koptisch Tin(e), griechisch Θίνις Thinis oder Θίς This) ist eine ägyptische Stadt, an der Westseite des Nils gelegen und mit einer bis ins Alte Ägypten zurück reichenden Geschichte.

## Bedeutung
Koordinaten: 26° 20′ N, 31° 53′ O
Die Nekropolen des im achten oberägyptischen Gaues (Thinites) gelegenen Ortes lagen auf der anderen Nilseite bei Lepidotonpolis. Die Gräber auf dem Friedhof reichen von der Frühdynastik bis zum Mittleren Reich.
Hauptgott der Stadt war Onuris, der bereits im Alten Reich einen Tempel besaß.
Manetho (Africanus) berichtet in seiner Aegyptiaca: „Der erste König war Menes aus This. Der zweite König, Athothis, baute den neuen Königspalast bei Memphis. Die neun Könige der zweiten Dynastie kamen aus This“. Damit wird die Stadt oft als erste Hauptstadt des Alten Ägyptens angesehen.
Inschriften auf Tonsiegeln belegen, dass König (Pharao) Hetepsechemui, Begründer der zweiten Dynastie, eine neue Residenz nahe This gründete und sie  „Hor-chaj-seba“ („Horus, der strahlende Stern“) nannte.

## Söhne und Töchter der Stadt
- Raphael Tuki (Rufa'il at-Tuhi)